# Безопасност
Безопасност е състоянието на защитеност на жизненоважните интереси на личност, организация, предприятие, общество от потенциално или реално съществуващи заплахи.
Обикновено осигуряването на безопасността се изразява в спазване на съвкупност от правила за предовтратяване на аварии и спасяване на живота на хората.
Предупредителните знаци, създаването на стандарти и процедури, предлагането на застраховки и гаранции значително повишават безопасността.

## Видове
- Безопасност и охрана на труда
- Безопасност на движението по пътищата
- Ядрена безопасност
- Безопасност на полетите